# Liberty (Kansas)
Pour les articles homonymes, voir Liberty.
Liberty est une municipalité américaine située dans le comté de Montgomery au Kansas.
Lors du recensement de 2010, sa population est de 123 habitants. La municipalité s'étend alors sur une superficie de 0,26 mille carré (0,67 km2).
Fondée en 1869, Liberty est déplacée l'année suivante pour se rapprocher du Santa Fe Railroad. Elle est nommée en référence au principe de liberté. Son bureau de poste ouvre en mai 1870.